# Manuskrypt paryski M
Manuskrypt paryski M – zbiór notatek Leonarda da Vinci datowany na lata 1490–1500. Jego wymiary wynoszą 96 × 67 mm. Liczy 94 karty. Manuskrypt znajduje się obecnie w Instytucie Francji w Paryżu.

## Treść
Manuskrypt paryski M jest najmniejszym zapisanym rękopisem Leonarda. Jego treść skupia się na geometrii euklidesowej, balistyce i botanice z jego teoriami na temat wzrostu drzew.
W rękopisie znajdują się dowody na kontakty Leonarda da Vinci z Donato Bramante, który był najważniejszym renesansowym architektem i projektantem bazyliki św. Piotra w Rzymie.
Rękopis składa się z 48 kartek obustronnie zapisanych, w oryginalnej oprawie o wymiarze 10 × 7 cm i jest zapisany ołówkiem.

## Opis wybranej strony
Na kartach manuskryptu paryskiego M, Leonardo prezentuje teorie na temat botaniki. Według niego wszystko w naturze podporządkowane jest zasadom matematycznym. nawet wzrost roślin i ich forma zależna jest od matematycznych i geometrycznych uwarunkowań.
.
Wykres ilustruje teorię Leonarda, mówiącą iż poprzeczne przekrojowe obszary gałęzi będą równe między sobą o ile drzewo nie jest zniekształcone.